# (7135) 1993 VO
(7135) 1993 VO (1993 VO, 1995 DW11) — астероїд головного поясу.
Тіссеранів параметр щодо Юпітера — 3,432.